# Ratpenat cuallarg de cap pla de Peters
El ratpenat cuallarg de cap pla de Peters (Platymops setiger) és una espècie de ratpenat de la família dels molòssids. Viu a Kenya, el sud-oest d'Etiòpia, el sud-est del Sudan i possiblement a Uganda, en alçades fins als 2.000 metres sobre el nivell del mar.

## Subespècies
- Platymops setiger macmillani
- Platymops setiger setiger